# Roland Pégurier
Roland Pégurier est un acteur français né le 25 octobre 1928 à Avène et mort le 5 février 1995 à Courmes.

## Biographie
Repéré par Abel Gance à Châteauneuf-Grasse, André Pégurier - devenu Roland pour le cinéma - obtient à 12 ans le rôle du mousse dans Vénus aveugle tourné aux studios de la Victorine ; il figure également au générique de quelques autres films jusqu'en 1945. Il se produit à la même époque sur la scène de divers théâtres de la région.
Il entreprend ensuite des études de droit et travaille dans plusieurs études notariales avant de s'installer comme notaire à Banon, puis à Vence en 1976.
Il meurt d'une crise cardiaque lors d'une randonnée en montagne.

## Filmographie
- 1940 : Paradis perdu d'Abel Gance
- 1941 : Vénus aveugle d'Abel Gance : le mousse
- 1942 : L'Arlésienne de Marc Allégret : l'innocent
- 1942 : L'assassin a peur la nuit de Jean Delannoy : Pierrot
- 1945 : La Vie de bohème de Marcel L'Herbier
- 1947 : Panique de Julien Duvivier